# Dietmar Osthus
Dietmar Osthus (* 26. März 1969 in Hattingen) ist ein deutscher Romanist.

## Leben
Nach dem ersten Staatsexamen 1996 für das Lehramt (Sek. I/II) für die Fächer Französisch und Geschichte war er von 1997 bis 2000 wissenschaftlicher Mitarbeiter (Romanische Sprachwissenschaft) am Romanischen Seminar der Universität Bonn. Nach der Promotion 2000 war er von 2000 bis 2006 wissenschaftlicher Assistent am Romanischen Seminar in Bonn. Nach der Habilitation 2006 war er als Privatdozent in Bonn tätig und hatte Vertretungsprofessuren in Bochum und an der Universität Duisburg-Essen inne. 2009 wurde er W3-Professor für französische Sprachwissenschaft an der Universität Duisburg-Essen.

## Schriften (Auswahl)
- Metaphern im Sprachenvergleich. Eine kontrastive Studie zur Nahrungsmetaphorik im Französischen und Deutschen. Frankfurt am Main 2000, ISBN 3-631-37038-5.
- mit Klaus Gabriel, Katja Ide und Claudia Polzin-Haumann: Romanistik im Internet. Eine praktische Einführung in die Nutzung der neuen Medien im Rahmen der romanistischen Linguistik. Bonn 2000, ISBN 3-86143-113-0.
- Sprachnormen und sprachnormative Diskurse des Portugiesischen im 18. und frühen 19. Jahrhundert. 2019.